# بروس غيلبرت
بروس غيلبرت (بالإنجليزية: Bruce Gilbert)‏ هو عازف قيثارة ومنتج أسطوانات وملحن بريطاني، ولد في 18 مايو 1946 في واتفورد في المملكة المتحدة.

## وصلات خارجية
- بروس غيلبرت على موقع ميوزك برينز (الإنجليزية)
- بروس غيلبرت على موقع ديسكوغز (الإنجليزية)